# Bernolákovo
Bernolákovo (dawniej Čeklís, węg. Cseklész, niem. Landschütz) – wieś i gmina (obec) na Słowacji w kraju bratysławskim, w powiecie Senec. W 2011 roku liczyła około 5,4 tysiąca mieszkańców. Pierwsza pisemna wzmianka o miejscowości pochodzi z 1209 roku.
Koło kościoła znajduje się wzgórze z ruiną XX-wiecznej wieży.